# Martin Korpitsch
Martin Korpitsch (* 23. April 1956 in Graz; † 10. Mai 2021 in Eisenstadt) war ein österreichischer römisch-katholischer Priester und Dompropst. Ab 2013 war er Generalvikar des Bistums Eisenstadt.

## Leben
Korpitsch besuchte das Bischöfliche Knabenseminar in Mattersburg und maturierte 1974 am Bundesgymnasium und Bundesrealgymnasium Mattersburg. Sodann studierte er Philosophie und Theologie an der Katholischen-Theologischen Fakultät der Universität Wien. Am 29. Juni 1980 empfing er im Eisenstädter Martinsdom durch Bischof Stephan László die Priesterweihe. Er war Kaplan an der Dompfarre, bischöflicher Sekretär und Mitarbeiter des Organisationsteams zum Papstbesuch 1988 im Burgenland. Ab 1988 war er in der Seelsorge in Schützen und Donnerskirchen tätig. 1995 wurde er Stadtpfarrer, ab 2000 Dechant, in Pinkafeld. Er engagierte sich als Diözesanpräses des Österreichischen Kolpingwerkes in Eisenstadt und als geistlicher Assistent der Caritas.
2005 wurde er Propst und Stadtpfarrer der Propstei- und Stadtpfarre Eisenstadt-Oberberg sowie Stadtpfarrer in Eisenstadt-Kleinhöflein. 2006 erfolgte die Aufnahme als Kanoniker des Kathedralkapitels zum heiligen Martin in Eisenstadt. Neben seinem Seelsorgeamt für die Gehörlosen im Bistum Eisenstadt war er auch Dechant-Stellvertreter und Dekanatsleiter des Dekanates Eisenstadt, dessen Dechant er im Jahr 2012 wurde.
Am 1. September 2013 wurde Korpitsch von Bischof Ägidius Zsifkovics zum Generalvikar in Eisenstadt ernannt. Er starb im Mai 2021 nach schwerer Krankheit im Krankenhaus der Barmherzigen Brüder in Eisenstadt und wurde in Mogersdorf bestattet.
Martin Korpitsch engagierte sich für zahlreiche sozialen Projekte und die Christen im Heiligen Land. 2008 wurde er vom Kardinal-Großmeister John Patrick Foley zum Ritter des Ritterordens vom Heiligen Grab zu Jerusalem ernannt und durch Erzbischof Alois Kothgasser, Großprior der österreichischen Statthalterei, in der Basilika Frauenkirchen investiert. Er war Offizier des Päpstlichen Laienordens.